# PalaPadua
Il PalaPadua di via Zama a Ragusa è il palazzetto dello sport della Virtus Ragusa, società di pallacanestro maschile.
Chiamato anche PalaZama, è dedicato alla memoria di Salvatore Padua, campione dell'atletica leggera, promettente cestista e insegnante di educazione fisica, nato a Scicli e morto a Sondrio l’11 giugno 1968, vittima di un incidente stradale a soli 28 anni.
Nel 1988-89 ospitò la finale dei play-off di Serie A1 femminile tra Enichem Priolo e Gemeaz Milano, che portò il primo scudetto di basket in Sicilia. Il 31 maggio 1998 fu sede della partita decisiva per la promozione della Virtus in Serie A2. In seguito, anche la Cestistica Ragusa femminile venne promossa in Serie A2 proprio al PalaPadua.
Quando la Virtus fu promossa in Serie A2 fu costruito il PalaMinardi alla periferia della città. In seguito al fallimento della vecchia società, si è voluti tornare a giocare nel palazzetto del PalaPadua in quanto più piccolo e intimo.
Tantissime sono le squadre ed i campioni che negli anni hanno calcato questo parquet, da Carlton Myers a Predrag Danilović, Roberto Premier, Santoro, Lino Lardo per citarne alcuni, a cestisti ragusani che si sono fatti conoscere prima a Ragusa e poi in Italia, parliamo di Giuseppe Cassì, i fratelli Ninni e Gaetano Gebbia, ad allenatori illustri come Carlo Recalcati, Gianni Lambruschi, Tonino Zorzi e tanti altri.